# Цирил Пелхан
Цирил Пелхан (Љубљана, 4. новембар 1921 — Љубљана, 20. мај 2011) је бивши југословенски репрезентативац у пливању слободним и леђним стилом. Био је универзитетски професор и научник.
Цирил Пелхан је учествовао на Олимпијским играма 1948. у Лондону у трци штафета 4 х 200 метара слободно, која је у финалу заузела пето место (9:14,0 м). Штафета је пливала у саставу: Вања Илић, Цирил Пелхан, Јанко Пухар, и Бранко Видовић. 
Учествовао је и на Европском првенству у пливању 1947. у Монаку у две дисциплине: 100 метара слободно (1:00,8) и 100 метара леђно (1:13,2). У обе дисциплине испао је у предтакмичењу.
Био је првак првог првенства Југославије 1945, на 100 м леђно (1:12,8). 
Пред смрт је био трећи најстарији олимпијац из Словеније. Умро је у Љубљани 20. мај 2011. у 89. години.